# Joko Widodo
Joko Widodo (ofta kallad Jokowi), född 21 juni 1961, är en indonesisk politiker som mellan 20 oktober 2014 och 20 oktober 2024 var Indonesiens president. Han var borgmästare i Surakarta mellan 2005 och 2012, och guvernör i Jakarta från 2012 till 2014.

## Politisk karriär

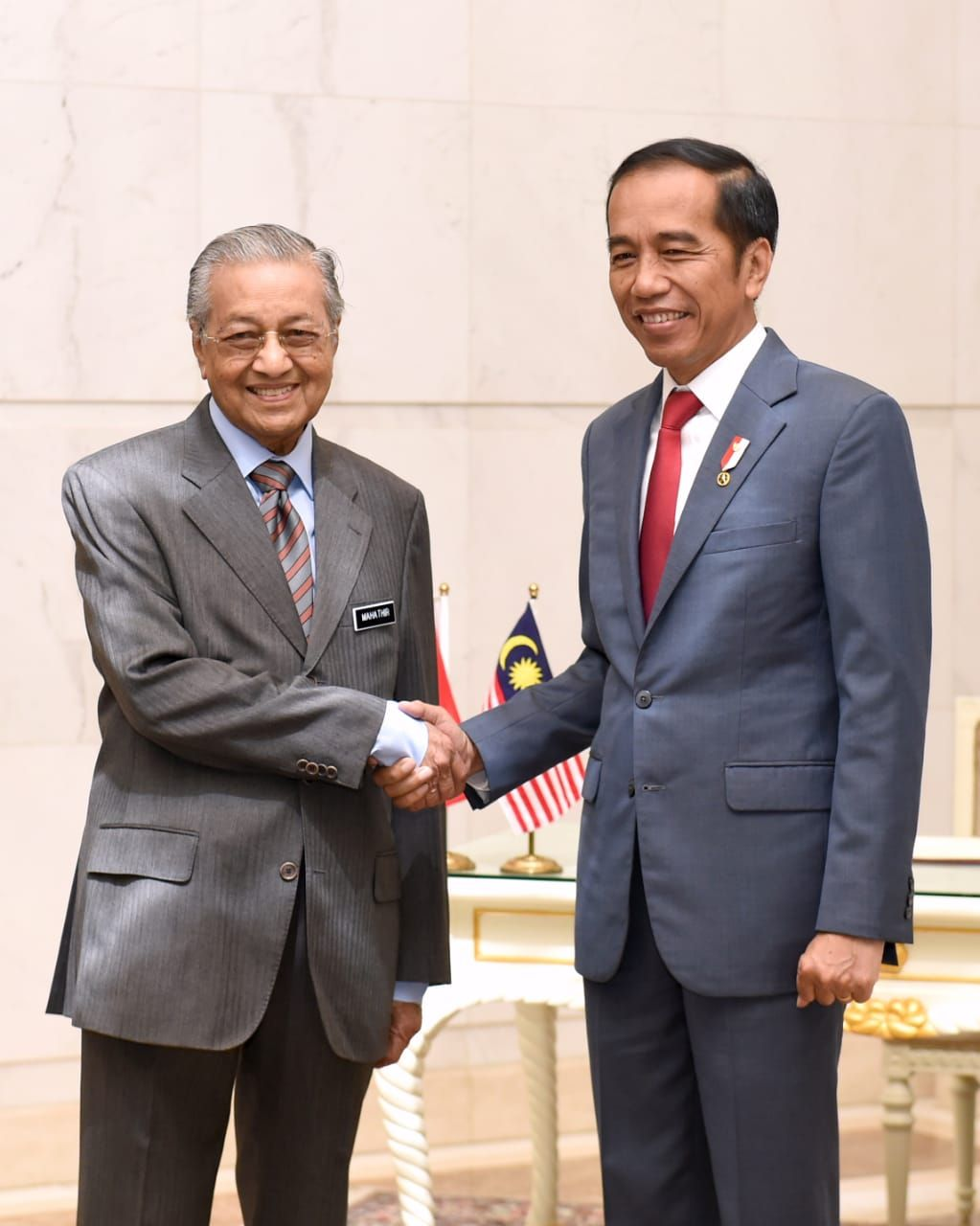
Joko Widodo möter Malaysias premiärminister Mahathir bin Mohamad 2019.

Joko Widodo nominerades av sitt parti, det indonesiska demokratiska partiet (PDI-P), till 2012 års guvernörsval i Jakarta där han valdes som guvernör den 20 september 2012 efter att han besegrat den sittande guvernören Fauzi Bowo.
Widodos popularitet i Indonesien steg kraftigt efter hans seger i guvernörsvalet i Jakarta. Under slutet av 2013 och början av 2014 sågs han mer och mer som en potentiell kandidat för att ställa upp i presidentvalet. Den 14 mars 2014 blev han utnämnd som kandidat i landets presidentval.
Presidentvalet hölls den 9 juli 2014. Efter en del kontroverser om resultatet av valet, utsågs Widodo till tillträdande president den 22 juli. Han fick 53 % av rösterna medan hans motståndare, Prabowo Subianto, som ifrågasatte resultatet, drog sig ur innan räkningen avslutats.